# Домовой сеноед
Домовой сеноед или пылевая вошь (лат. Trogium pulsatorium) — насекомое отряда сеноедов (Copeognatha, или Psocoptera) из семейства Trogiomorpha.

## Морфология
Trogium pulsatorium светло-жёлтого цвета, причём на верхней стороне брюшка имеются красноватые пятна, образующие продольные полосы. 
Его длина около 2 мм.
Передние крылья сильно недоразвиты, имеют вид коротких чешуек, без жилкования; задних крыльев совсем нет. Среднегрудь и заднегрудь раздельные. Усики 27-29 члениковые. Голова небольшая, последний членик челюстных щупиков короткий и толстый; задние голени только с 2 шпорами на самом конце. Беловатый или желтоватый, глаза желтые (у молодых ярко-красные), усики красновато-желтые, остатки крыльев равной ширины и длины, брюшко сверху с красноватыми пятнышками на 2-5 кольцах. 2мм.

## Распространение
Trogium pulsatorium распространён почти повсеместно.

## Образ жизни
Живёт он в таких же условиях, как и книжная вошь. Ископаемые формы сеноедов известны с ранней перми.

## Наносимый вред
Вредит в библиотеках, гербариях, в коллекциях сухих насекомых.